# Incêndios no estado de São Paulo em 2024
Os incêndios no estado de São Paulo em 2024 atingiram o território paulista, no Brasil, na segunda quinzena de agosto de 2024. O aumento súbito nas ocorrências teve início em 22 de agosto, afetando vários pontos do interior paulista. A influência de uma onda de calor, o longo período sem chuvas, em função da estação seca, e o aumento dos ventos, em consequência da aproximação de uma frente fria, criaram condições para a propagação dos focos de fogo. No entanto, há registros de incêndios de origem criminosa. As queimadas atingiram pastagens, plantações e áreas de preservação e provocaram mortes e escurecimento do céu devido à fumaça.

## Descrição
Durante os dias 22 e 23 de agosto de 2024 foram registrados 2 316 focos de incêndio no estado de São Paulo, o equivalente a mais de sete vezes o total observado durante todo o mês de agosto de 2023. De 1º de janeiro a 23 de agosto de 2024, o estado registrou 4 973 focos, a maior quantidade em um único ano desde quando o Instituto Nacional de Pesquisas Espaciais (INPE) iniciou o monitoramento em 1998, superando em 33% o recorde anterior, observado durante todo o ano de 2006.
A fumaça dos incêndios de São Paulo se juntou com a das queimadas recordes que atingem a Amazônia e o Pantanal, que já vinha afetando pelo menos dez estados nos dias anteriores, o que contribuiu com a piora da qualidade do ar e deixou o céu com coloração laranja e o sol avermelhado em várias cidades do interior paulista, principalmente entre 23 e 24 de agosto. O fim de tarde de 24 de agosto foi marcado por um brusco escurecimento mais cedo do céu e a noite seguiu com má visibilidade.
O avanço de uma frente fria trouxe umidade e chuva em alguns pontos após o dia 24, o que contribuiu com uma redução dos incêndios em São Paulo. Apesar da diminuição em 25 de agosto, focos permaneciam ativos no interior do estado e a fumaça havia avançado para outras unidades federativas, como Goiás, Distrito Federal e Minas Gerais. Além disso, a previsão para as semanas seguintes era de pouca ou nenhuma chuva e temperaturas acima da média para a maior parte do Brasil.

## Impactos

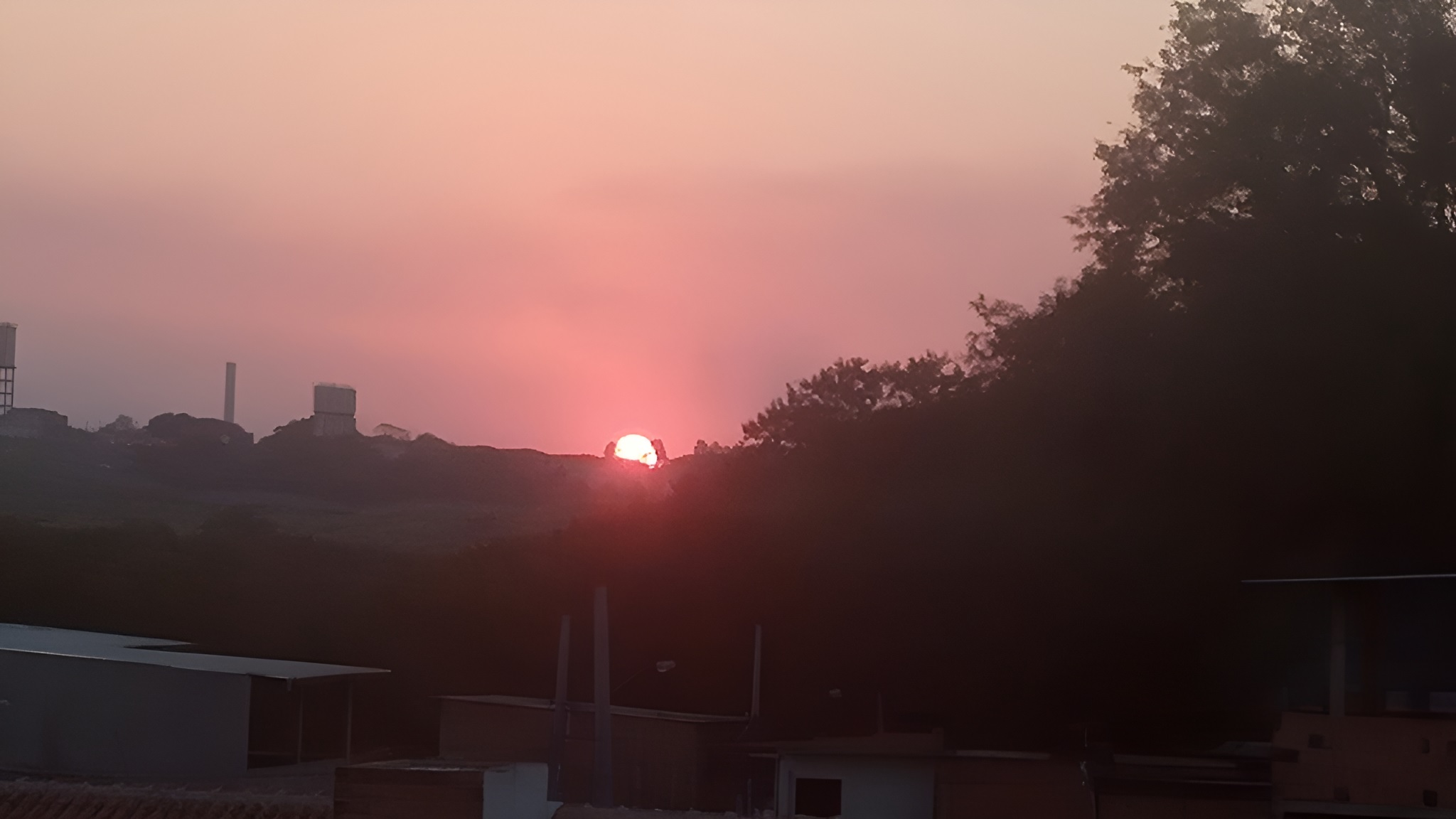
Pôr do sol vermelho em Piracicaba em 18 de agosto de 2024

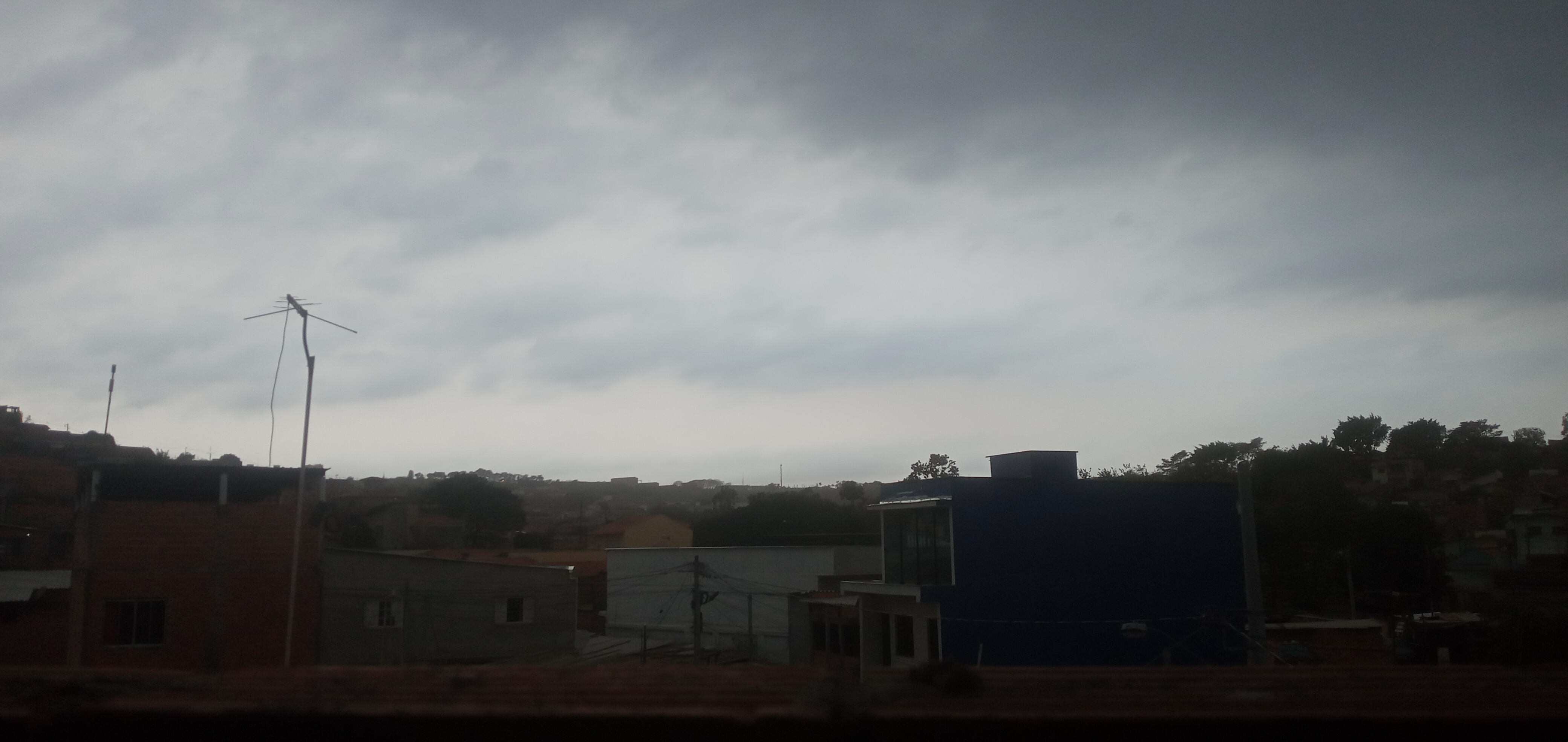
Céu abruptamente escuro em Piracicaba no dia 24 de agosto, após um intenso vendaval

Até a noite de 24 de agosto, 45 municípios estavam em estado de emergência por causa da situação e três pessoas haviam morrido, além de dezenas de bois. As regiões mais afetadas são as de Ribeirão Preto, São José do Rio Preto, Presidente Prudente, São Carlos e Bauru, sendo que os municípios com mais focos são Pitangueiras, Altinópolis, Sertãozinho, Pontes Gestal, Urupês, Salmourão e Pontal. A capital paulista também foi atingida pela fumaça.

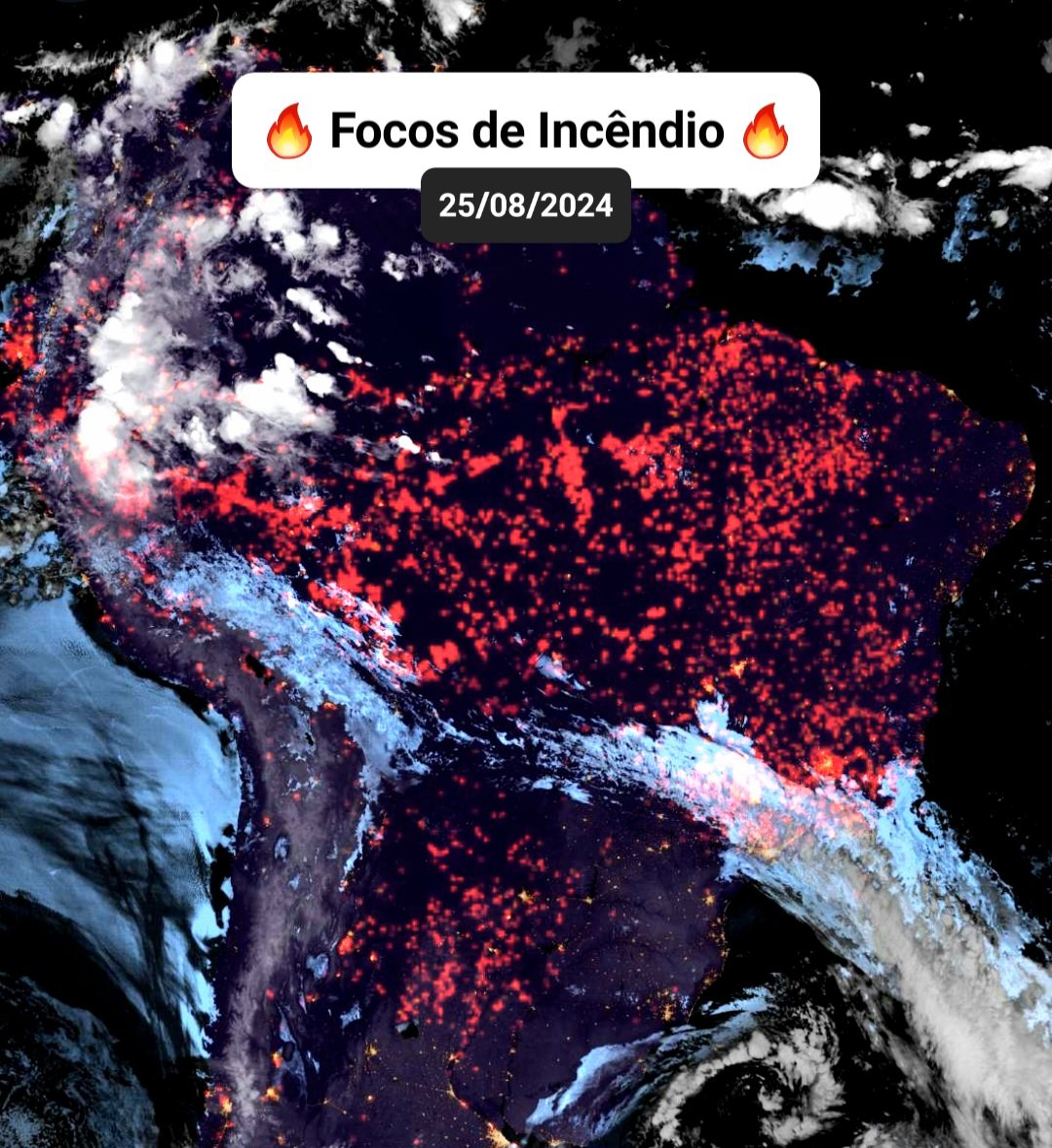
Imagem de satélite evidenciando presença de incêndios de forma disseminada em todo o Brasil, com concentração sobre o estado de São Paulo

Em alguns municípios aulas foram canceladas, fábricas e áreas residenciais tiveram que ser evacuadas e o tráfego em rodovias precisou ser interrompido. Cerca de 800 pessoas tiveram que deixar suas casas até a noite do dia 25. Em Ribeirão Preto, onde moradores tiveram que ser evacuados, houve falta de energia elétrica e o abastecimento de água foi prejudicado. Também faltou energia elétrica em São Carlos por causa dos incêndios. Aeroportos como os de Ribeirão Preto e São José do Rio Preto precisaram suspender os pousos e decolagens devido à baixa visibilidade.
Também em Ribeirão Preto, os atendimentos na rede de saúde chegaram a 60% acima do normal. A prefeitura suspendeu eventos ao ar livre até o dia 25 de agosto, o que levou ao adiamento das partidas entre Comercial e Primavera, válida pelas oitavas de final da Copa Paulista de Futebol, que aconteceria no dia 24, e entre Botafogo-SP e Guarani, pela Série B do Campeonato Brasileiro, que seria no dia 25. Também foi suspensa a meia-maratona de Ribeirão, que ocorreria na manhã de 25 de agosto.
Em Altinópolis, cerca de 500 pessoas que participavam de uma rave precisaram de atendimento médico, depois de inalarem a fumaça que de um incêndio atingiu uma mata próxima, no dia 24. Houve pânico e correria devido à aproximação do fogo, embora a queimada não tenha chegado ao espaço do evento. A fumaça dos incêndios também atingiu a Festa do Peão de Barretos, que teve registros de frequentadores que passaram mal por causa da má qualidade do ar. O acesso dos turistas até a cidade também foi prejudicado em função dos bloqueios de estradas, causados por incêndios.
Em 1 de setembro, o governo de São Paulo, através da Fundação Florestal, anunciou o fechamento emergencial de 80 unidades de conservação e parques localizados na região metropolitana e interior do estado. A decisão foi tomada devido ao crescente risco de incêndios florestais, que coloca em perigo tanto os visitantes quanto as áreas de preservação. O fechamento, segundo a Fundação Florestal, entra em vigor imediatamente e seguirá até o dia 12 de setembro, podendo ser revisado conforme as condições climáticas e os riscos associados.
Em 10 de setembro, o governo de São Paulo suspendeu temporariamente as autorizações de queima em todo o estado para a despalha de cana, queima fitossanitária ou para manejo e recomendou evitar atividades físicas ao ar livre e usar máscara.
Em 14 de setembro, a Defesa Civil disse que São Paulo fez a maior mobilização aérea da história do estado para tentar controlar os focos de incêndio. À tarde, 20 aeronaves atuavam ao mesmo tempo para apagar queimadas em áreas de difícil acesso no estado.

## Investigação

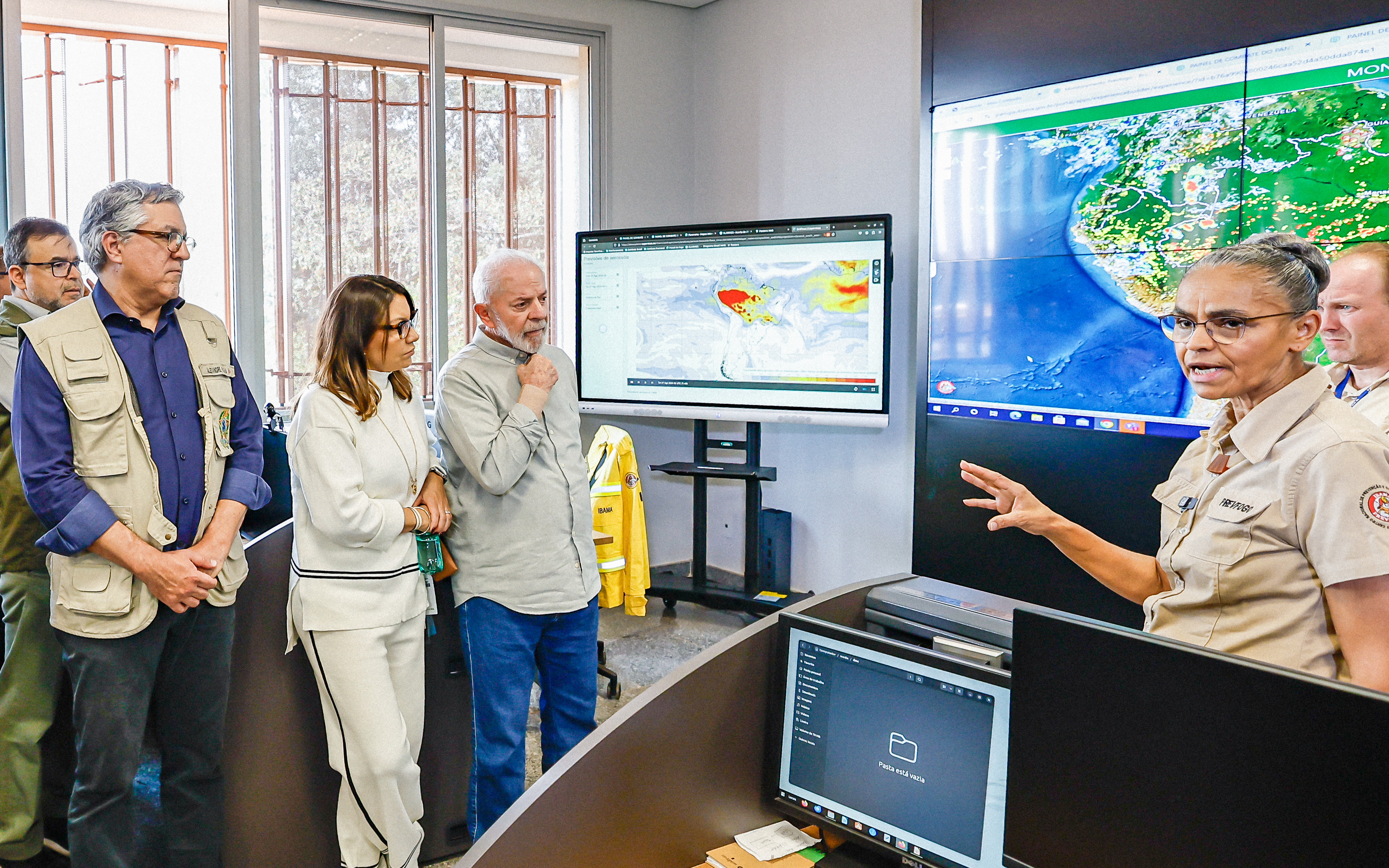
Presidente Lula e Ministra do Meio Ambiente Marina Silva em visita à Prevfogo, na sede do IBAMA, em Brasília, em 25 de agosto.

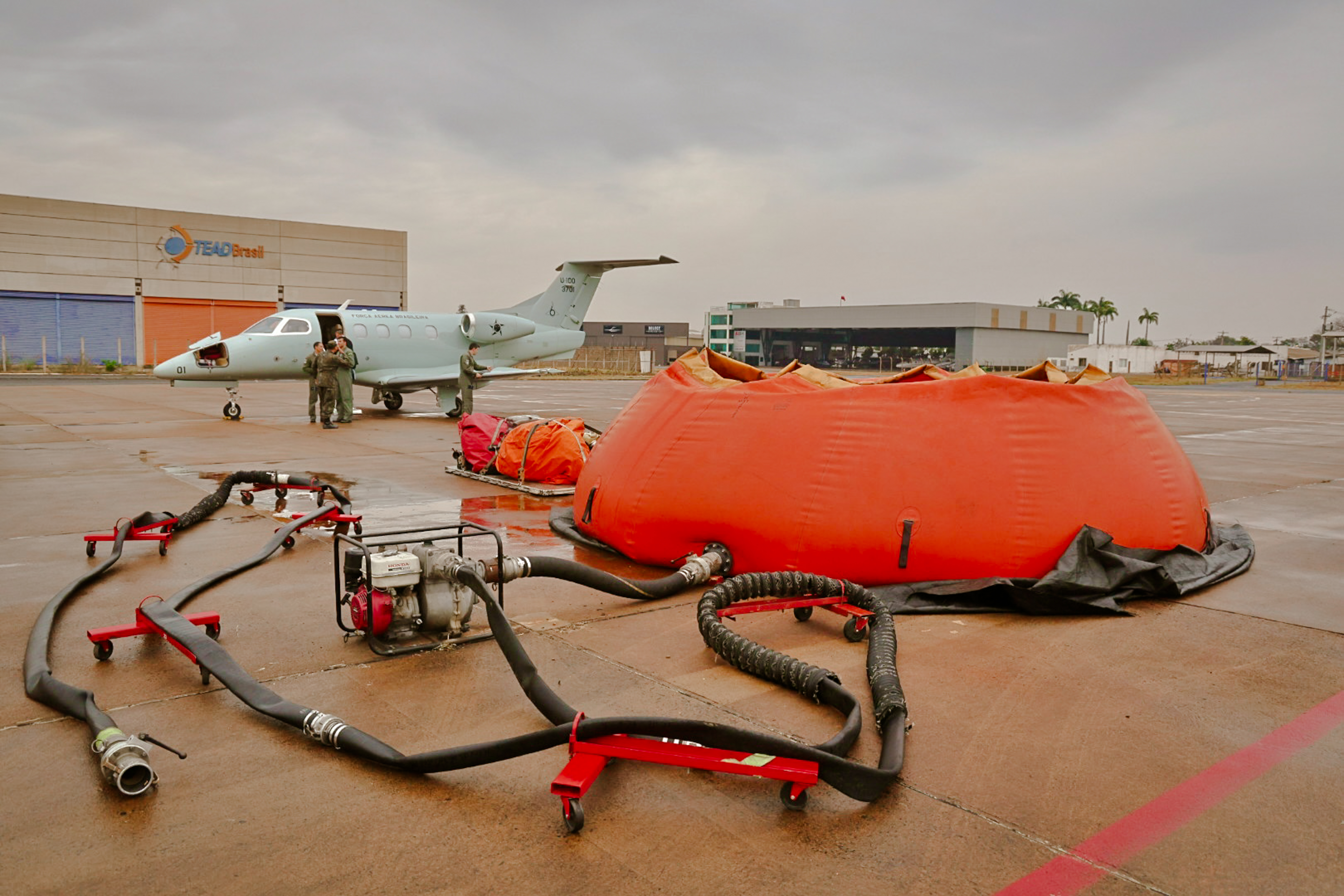
Operação de combate ao fogo sendo preparada no Aeroporto de Ribeirão Preto dia 25

No dia 25 de agosto, o governador Tarcísio de Freitas confirmou a prisão de duas pessoas suspeitas de atuar em incêndios criminosos no interior de São Paulo desde o início da força-tarefa para conter o avanço das chamas no estado. De acordo com o chefe do Executivo, um suspeito foi preso na região de São José do Rio Preto no dia 24 e outro foi detido no dia 25 em Batatais, ambas no estado de São Paulo. Um dos detidos no dia 25 é um mecânico de 42 anos, flagrado pela Polícia Militar enquanto ateava fogo em uma mata próxima à região central de Batatais após uma denúncia anônima. Com ele foi apreendida uma garrafa com gasolina, um isqueiro e o telefone celular. De acordo com apuração da reportagem no local, em vídeos encontrados no aparelho o homem comemorava incêndios de grandes proporções na região.
No mesmo dia, a ministra do Meio Ambiente do terceiro mandato do governo Lula, Marina Silva, afirmou que os incêndios registrados no interior de São Paulo são atípicos e precisam ser investigados. A Polícia Federal abriu dois inquéritos para apurar as causas das queimadas em São Paulo. O "dia do fogo", mencionado pela ministra, foi marcado por uma série de incêndios criminosos em agosto de 2019 no Pará. A Polìcia Federal descobriu posteriormente que houve combinação, por meio de redes sociais, para incêndios florestais concomitantes nos municípios de Altamira e Novo Progresso, sudoeste do Pará.
No dia 26 de agosto, em uma entrevista ao programa ‘’CBN São Paulo’’, da Rádio CBN, o governador Tarcísio de Freitas afirmou que um dos presos por envolvimento em incêndios em Batatais, no interior de São Paulo, “se identificou como integrante da organização criminosa Primeiro Comando da Capital (PCC)”. A Secretaria de Estado dos Negócios da Segurança Pública (SSP) do estado informou que o criminoso disse aos policiais que faz parte da facção criminosa. No mesmo dia, quatro homens em Batatais, em Guaraci, em São José do Rio Preto e em Jales foram presos por suspeita de participar dos incêndios que atingiram o interior de São Paulo.
No dia 27 de agosto, um homem de 32 anos foi preso suspeito de atear fogo em uma área de mata às margens da Rodovia Archimedes Lammoglia (SP-075), em Salto.
Na noite do dia 28 de agosto, a Polícia Militar prendeu dois homens suspeitos de atear fogo em uma área de vegetação às margens da Rodovia Fábio Talarico, em Franca.
Todas as 20 pessoas foram presas por provocar incêndios florestais no estado de São Paulo desde a prisão dos primeiros criminosos no dia 24 de agosto.

## Reações
Em 24 de agosto, o governo de São Paulo instaurou um gabinete de crise para acompanhar a situação. No dia seguinte, o governador Tarcísio de Freitas afirmou que duas pessoas foram presas associadas a incêndios criminosos em Ribeirão Preto e em São José do Rio Preto. O Governo Federal, por sua vez, enviou aviões das Forças Armadas para auxiliar no combate às chamas. Segundo informações do governo paulista, cerca de 7,3 mil pessoas, entre profissionais e voluntários das iniciativas públicas e privadas e de instituições ambientais, estavam empenhadas no combate às chamas.